# كين هورتون (كرة سلة)
كين هورتون (بالإنجليزية: Ken Horton) مواليد 25 يوليو 1989، هو لاعب كرة سلة أمريكي. بدأ مسيرته الاحترافية في سنة 2012. يلعب مع تليكوم باسكتس بون في الدوري الألماني لكرة السلة. يحمل الرقم 15. يبلغ طوله 6 قدم 6 بوصة (2.0 م).

## المسيرة الاحترافية
لعب مع أبولون ليماسول في سنة 2013، ثم لعب مع ميدي بايرويت في الدوري الألماني في موسم 2015–2016، ثم لعب مع تليكوم باسكتس بون في سنة 2016.

## روابط خارجية
- كين هورتون على موقع الدوري الإسباني لكرة السلة (الإسبانية)
- كين هورتون على موقع كرة السلة الأوروبية.كوم (الإنجليزية)
- كين هورتون على موقع كلية كرة السلة في سبورتس رفرنس.كوم (الإنجليزية)
- كين هورتون على موقع ريلجم (الإنجليزية)
- كين هورتون على موقع بروبوليرز (الإنجليزية)
- كين هورتون على موقع سبورتس رفرنس (الإنجليزية)